# Skałki (Przewodziszowice)

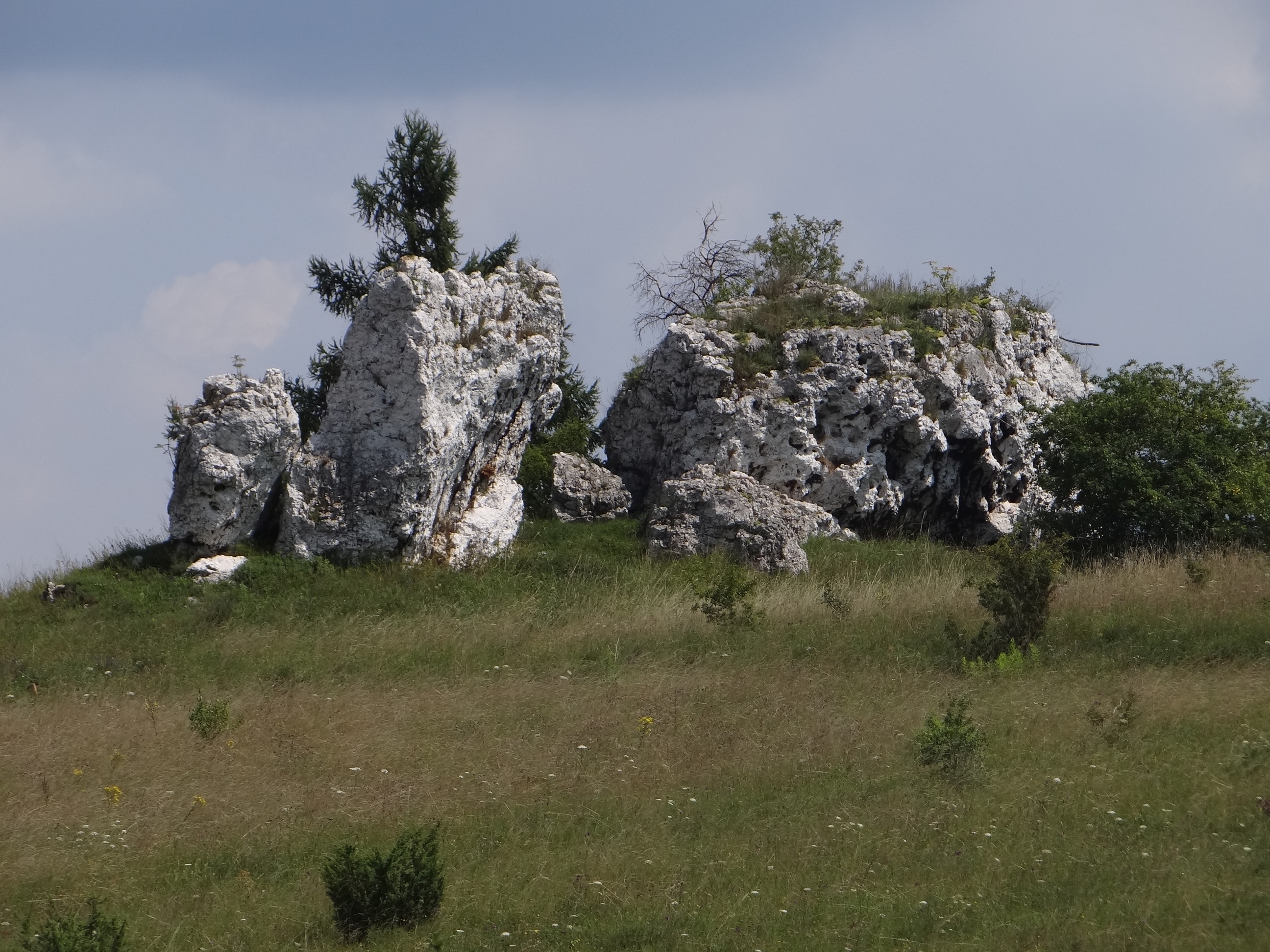

Skałki – kilka skałek w dawnej wsi Przewodziszowice (obecnie część miasta Żarki) w województwie śląskim. Pod względem geograficznym jest to obszar Wyżyny Częstochowskiej z licznymi, wapiennymi ostańcami.
Skałki znajdują się wśród pól na wzniesieniu po północno-wschodniej stronie zabudowanego obszaru Przewodziwoszowic.